# 馬丁·韋內克
馬丁·韋內克（Martin Weinek，1964年6月5日—），出生於萊奧本，奧地利知名演員、性格演員、葡萄栽培家、企業家及藝人 。 他還在奧地利製作葡萄酒。馬丁·韋內克從1983年至1986年與一位教授研究話劇。從1986年，他參入了維也納電影院。

## 曾參與電影/電視作品
- 1989年: Calafati Joe (電視連續劇)
- 1999年-2004年, 2008年- : Inspector Rex (電視連續劇)
- 2004年: Silentium
- 2005年: Grenzverkehr
- 2006年: Unter weißen Segeln (Träume am Horizont 插曲)
- 2007年: Die Rosenheim-Cops (Liebe bis zum Ende 插曲)

## 外部連結
- Martin Weinek在互联网电影资料库（IMDb）上的資料（英文）
- Link ORF （德文）
- Weinek als Weinbauer,His Wine Production （页面存档备份，存于） （德文）